# دنارد، آرکانزاس
دنارد (به انگلیسی: Dennard) یک منطقهٔ مسکونی در ایالات متحده آمریکا است که در شهرستان ون بیورن، آرکانزاس واقع شده‌است. دنارد ۵۶٫۲۹ کیلومتر مربع مساحت و ۲۲۳ نفر جمعیت دارد و ۴۶۲٫۰۸ متر بالاتر از سطح دریا واقع شده‌است.